# Stato di sistema
Nell'ambito dei processi stocastici
viene detto stato di sistema un possibile valore che una variabile casuale del processo può assumere. Una sequenza specifica di stati costituisce una possibile realizzazione del processo stocastico. Lo spazio degli stati è l’insieme di tutti questi possibili valori che vengono passati alle variabili casuali.
Gli stati del sistema vengono indicati per esempio con S0, S1, S2, S3,...